# Furcula arcuata
Furcula arcuata är en fjärilsart som beskrevs av Stephens 1828. Furcula arcuata ingår i släktet Furcula och familjen tandspinnare. Inga underarter finns listade i Catalogue of Life.